# Tiberiu Brediceanu
Tiberiu Brediceanu (født 2. april 1877 i Lugoj - død 19. december 1968 i Bukarest) var en rumænsk komponist og leder.
Brediceanu studerede komposition hos forskellige lærere privat i byerne Blaj og Brasov. Han har skrevet orkesterværker, symfoniske danse, kammermusik, korværker, scenemusik, klavermusik, sange, og han har skrevet omkring 170 rumænske folkemelodier etc. Brediceanu var med til at stifte National Teatret, Musikkonservatoriet og Operaen i Cluj.
Han var tillige medlem af det Rumænske Musikakademi. Brediceanu er fader til den rumænske dirigent Mihai Brediceanu.

## Udvalgte værker
- Ardelean (1894) - for kammerorkester
- 12 rumænske danse (1905) - for orkester